# Sublime Artist Agency
Sublime Artist Agency (tiếng Hàn: 써브라임아티스트에이전시) là một công ty giải trí của Hàn Quốc được thành lập vào ngày 17 tháng 4 năm 2015.

## Đối tác
- Team Wang (2021–nay)[1]

## Nghệ sĩ

### Ca sĩ
- Jackson (2021–nay)
- Jung Ji-hoon (Rain) (2020–nay; phụ trách quản lý)[2]
- Youngjae (2021–2024)[3]
- JINI (2023–nay)[4]
- Yein (2022-nay)

### Diễn viên nam
- Song Kang-ho (2020–nay)
- Jung Ji-hoon
- Ahn Tae-hwan
- Cho Han-hyeol

### Diễn viên nữ
- Lee Seo-bin
- Ahn Hee-yeon (2019–nay)
- Kim Hee-jung (2019–nay)
- Im Na-young (2019–nay)
- Yoon Jung-hee
- Ki Eun-ee
- Han Eu-ddeum
- Kang Da-eun
- Kim Yae-lim
- Jung Bo-min
- Jamie
- Minami Riho
- Oh Ye-ju
- Tiffany Hwang

### Thực tập sinh
- Shin Su-hyun (2018–nay)
- Yun Seo-bin (2019–nay)

## Cựu nghệ sĩ
- Seohyun (2017–2018)
- Song Yu-jung (2013-2021)
- Hyomin (2018–2021)
- Yerin (2021–2023)